# ذي لبن (السبرة)

تعديل مصدري - تعديل

ذي لبن محلة تابعة لقرية القبة، التابعة لعزلة بلادالشعيبي العليا بمديرية السبرة إحدى مديريات محافظة إب في الجمهورية اليمنية.، بلغ تعداد سكانها 88 حسب تعداد اليمن لعام 2004.